# 邓说
邓说（？—前208年），秦朝末年反秦武将。阳城（今河南登封东南）人，陈胜、吴广属下。
邓说领兵驻扎在郏城（原文作郯，据《史记索隐》《史记正义》应为今河南郏县），被章邯部将的军队击败。邓说军溃逃到陈县。铚人伍徐率兵驻在许县（河南许昌东），也被章邯军击溃。伍徐军也都溃逃到陈县。陈胜杀了邓说。

## 生平
- 《史记·陈涉世家》阳城人邓说将兵居郯，章邯别将击破之，邓说军散走陈。铚人伍徐将兵居许，章邯击破之，伍徐军皆散走陈。陈王诛邓说。